# Stenolis angulata
Stenolis angulata là một loài bọ cánh cứng trong họ Cerambycidae.